# فرودگاه والدز
فرودگاه والدز (به انگلیسی: Valdez Airport) (به زبان بومی: Pioneer Field) یک فرودگاه همگانی باربری با کد یاتا VDZ است که یک باند فرود آسفالت دارد و طول باند آن ۱۹۸۱ متر است. این فرودگاه در  کشور ایالات متحده آمریکا قرار دارد و در ارتفاع ۳۷ متری از سطح دریا واقع شده است.